# 진건 (배우)
권상우, 1975년 7월 19일 ~ )은 대한민국의 배우이다.

## 출연 작품

### 영화
- 《로마의 휴일》 (2017년) - 인질가족남자 역
- 《꿈꾸는 나비》 (2016년) - 도인 역
- 《조선마술사》 (2015년) - 목월 역
- 《더 폰》 (2015년) - 사고운전자 역
- 《베를린》 (2013년) - 국정원 분석관 2 역
- 《약수터 부르스》 (2009년) - 태경 역
- 《저녁의 게임》 (2009년) - 경찰 1 역

### 드라마
- 《연남동 539》 (2018년, MBN)
- 《크리미널 마인드》 (2017년, tvN)
- 《아내의 유혹》 (2008년, SBS)

### 연극
- 《기막힌 우연》 - 남자주인공 역
- 《원나잇》
- 《나쁜녀석들》 - 최대성 / 박신우 역
- 《그놈을 잡아라》 - 조용두 형사 역
- 《해피투게더》 - 형 홍길동 역
- 《시크릿》 - 장성만 역
- 《여행》
- 《킹 에드워드 3세》
- 《버스 정류장》
- 《그 남자 그 여자》
- 《한 여름 밤의 꿈》
- 《택시드리블》